# Heteroserolis tuberculata
Heteroserolis tuberculata is een pissebed uit de familie Serolidae. De wetenschappelijke naam van de soort is voor het eerst geldig gepubliceerd in 1875 door Grube.